# Kaštavar
Kaštavar (cyr. Каштавар) – wieś w Serbii, w okręgu jablanickim, w mieście Leskovac. W 2011 roku liczyła 50 mieszkańców.